# ستاره کیو
ستاره کیو (انگلیسی: Q star) که به عنوان خاکستری‌چاله نیز شناخته می‌شود، یک نوع فرضی از یک ستارهٔ نوترونی فشرده و سنگین با حالتی از ماده عجیب است. چنین ستاره‌ای می‌تواند کوچکتر از شعاع شوارتزشیلد ستاره پیشین باشد و کشش گرانشی آنقدر قوی باشد که مقداری از نور، اما نه تمام نور، نمی‌تواند از آن فرار کند.
ستاره کیو گاهی می‌تواند با یک سیاه‌چاله ستاره‌ای (سیاهچاله ستاره‌وار) اشتباه گرفته شود.

## گونه‌های ستاره کیو
- اس یواس Q-ball Q-ball[۱]
- (B-ball) یا توپ‌های نوع پایدار ستاره کیو با عدد باریونی بزرگ B. ممکن است در ستاره‌های نوترونی که توپ(ها) کیو را جذب کرده‌اند، وجود داشته باشند.[۱]